# Themisonion
Themisonion (altgriechisch Θεμισώνιον) war eine antike Stadt in Kleinasien in der heutigen Türkei. Sie lag im Südwesten von Phrygien im oberen Indos-Tal an der Grenze zu Pisidien, dem es zeitweilig zugerechnet wurde. Der genaue Ort ist nicht lokalisiert. Laut der Tabula Peutingeriana lag Themisonion 34 Meilen von Laodikeia entfernt.
Themisonion war benannt nach Themison, einem Zyprer und Höfling des seleukidischen Königs Antiochos II. im 3. Jahrhundert v. Chr. Vermutlich bestand der Ort unter anderem Namen bereits vorher. Bei einem Einfall der Kelten sollen die Einwohner sich in einer etwa 30 Stadien entfernten Höhle in Sicherheit gebracht haben. In der Kaiserzeit prägte die Stadt eigene Münzen. Themisonion bestand bis in die Spätantike. Auf ein Bistum der Stadt geht das Titularbistum Themisonium der römisch-katholischen Kirche zurück.